# Học viện Kỹ thuật ứng dụng Thượng Hải

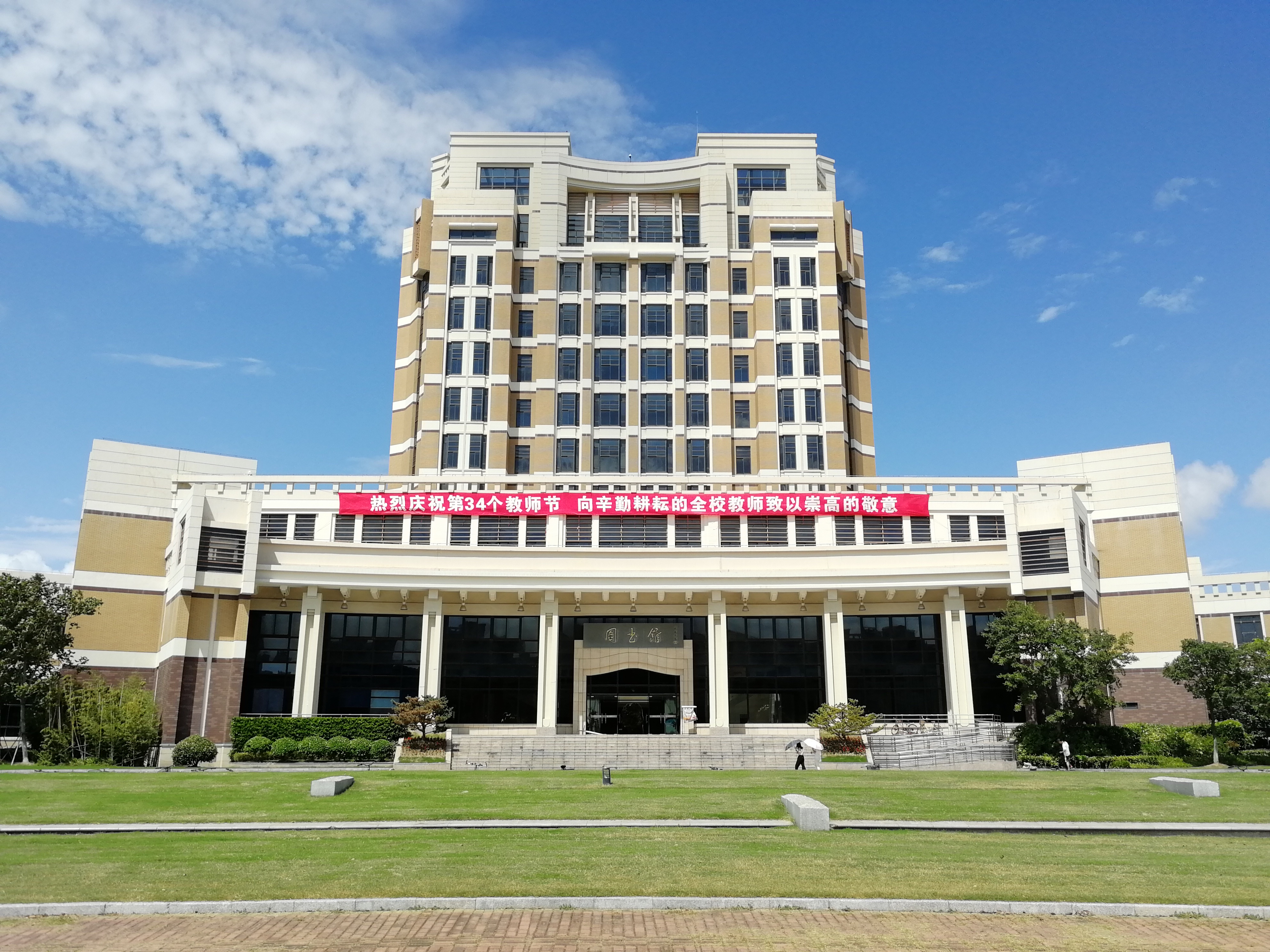
Học viện Kỹ thuật ứng dụng Thượng Hải

Học viện Kỹ thuật ứng dụng Thượng Hải (tiếng Hoa: 上海应用技术学院) là một trường đại học tư thục thành lập năm 2000 tại Thượng Hải, Cộng hòa Nhân dân Trung Hoa Học viện Công nghệ Thượng Hải đã được thành lập thông qua việc sáp nhập 3 viện vốn đã có lịch sử 50 năm theo ủy nhiệm của Bộ Giáo dục Trung Quốc tháng 4 năm 2000. Học viện Công nghệ Thượng Hải nằm ở phía tây nam của Thượng Hải, gần khu công nghệ cao Hejing. Số lượng sinh viên hiện tại đang theo học ở đây khoảng hơn 11.000, đội ngũ cán bộ của học viện này khoảng 1800 người, trong đó có 600 giảng viên toàn thời gian. Học viện này hiện đang có các mối quan hệ hợp tác đào tạo và nghiên cứu với các trường đại học tại các quốc gia như Đức, Mỹ, Úc, Canada, Anh quốc, Pháp, New Zealand, Nhật Bản.trên cơ sở Trường cao đẳng công nghệ.